# Ubid'
Ubid' (in ucraino У́бідь) è un fiume dell'Ucraina e si trova nella parte nord del bassopiano di Prydniprov ed è, inoltre, un affluente destro del fiume Desna.